# 窄體似鯡
窄體似鯡為輻鰭魚綱鲱形目鲱科的其中一種，分布於亞洲新幾內亞淡水流域，體長可達8公分，棲息在沙泥底質溪流，以浮游生物、昆蟲幼蟲為食，可做為食用魚。

## 擴展閱讀
維基物種上的相關：窄體似鯡